# Olgiate Comasco
Olgiate Comasco es una localidad y comune italiana de la provincia de Como, región de Lombardía, con 10.829 habitantes.

## Evolución demográfica
| Gráfica de evolución demográfica de Olgiate Comasco entre 1861 y 2001 |
|                                                                       |
| Fuente ISTAT - elaboración gráfica de Wikipedia                       |